# Чемпіонат світу з хокею із шайбою 2006 (дивізіон III)
Чемпіонат світу з хокею із шайбою 2006 (дивізіон III) — чемпіонат світу з хокею із шайбою, який проходив в період з 24 квітня по 29 квітня 2006 року у Рейк'явіку (Ісландія).

## Таблиця
| Збірна        | М | В | Н | П | Ш     | О |
| ------------- | - | - | - | - | ----- | - |
| 1. Ісландія   | 4 | 4 | 0 | 0 | 27-6  | 8 |
| 2. Туреччина  | 4 | 2 | 1 | 1 | 18-16 | 5 |
| 3. Вірменія   | 4 | 2 | 0 | 2 | 23-19 | 4 |
| 4. Ірландія   | 4 | 1 | 1 | 2 | 5-17  | 3 |
| 5. Люксембург | 4 | 0 | 0 | 4 | 11-26 | 0 |

## Результати
| 24 квітня 16:00 | Вірменія   | 3-8 (0-2,2-4,1-2)  | Туреччина  |
| 24 квітня 20:00 | Люксембург | 2-5 (0-0,2-2,0-3)  | Ісландія   |
| 25 квітня 20:00 | Ірландія   | 0-6 (0-3,0-3,0-0)  | Вірменія   |
| 26 квітня 16:30 | Туреччина  | 8-2 (1-0,3-0,4-2)  | Люксембург |
| 26 квітня 20:00 | Ісландія   | 8-0 (0-0,3-0,5-0)  | Ірландія   |
| 27 квітня 20:00 | Вірменія   | 4-5 (2-0,0-2,2-3)  | Ісландія   |
| 28 квітня 18:30 | Люксембург | 6-10 (4-1,1-8,1-1) | Вірменія   |
| 28 квітня 20:00 | Туреччина  | 2-2 (1-0,0-1,1-1)  | Ірландія   |
| 29 квітня 16:30 | Ірландія   | 3-1 (2-0,0-1,1-0)  | Люксембург |
| 29 квітня 18:30 | Ісландія   | 9-0 (1-0,6-0,2-0)  | Туреччина  |

## Найкращі бомбардири
| Гравець               | Матчі | Голи | Паси | Очки | +/− | ШХ | Поз |
| --------------------- | ----- | ---- | ---- | ---- | --- | -- | --- |
| Ченгіз Чаплак         | 4     | 11   | 3    | 14   | +5  | 47 | Ф   |
| Геворк Кандахарян     | 4     | 7    | 7    | 14   | +3  | 0  | Ф   |
| Еміль Алленгард       | 4     | 2    | 11   | 13   | +6  | 35 | Ф   |
| Манук Балян           | 4     | 7    | 2    | 9    | +1  | 2  | Ф   |
| Ердоган Чоскун        | 4     | 3    | 6    | 9    | +3  | 2  | Ф   |
| Робаерт Беран         | 4     | 5    | 3    | 8    | 0   | 6  | Ф   |
| Рунар Фрейр Рунарссон | 4     | 4    | 4    | 8    | +5  | 0  | Ф   |
| Гауті Тормодссон      | 4     | 3    | 5    | 8    | +6  | 4  | Ф   |

Джерело: IIHF.com [Архівовано 3 березня 2016 у Wayback Machine.]

## Найкращі воротарі
Список п'яти найращих воротарів, сортованих за відсотком відбитих кидків. У список включені лише ті гравці, які провели щонайменш 40% хвилин.
| Гравець              | ЧНЛ    | ГП  | СП | СПГ  | %ВК   | ША |
| -------------------- | ------ | --- | -- | ---- | ----- | -- |
| Біргір Орн Свейнссон | 220:00 | 69  | 6  | 1.64 | 91.30 | 2  |
| Кевін Келлі          | 229:54 | 138 | 15 | 3.91 | 89.13 | 0  |
| Лаврік Газарян       | 240:00 | 142 | 19 | 4.75 | 86.62 | 1  |
| Майкл Вельтер        | 209:00 | 150 | 21 | 6.03 | 86.00 | 0  |
| Чагил Уяр            | 186:24 | 63  | 9  | 2.90 | 85.71 | 0  |

ЧНЛ = часу на льоду (хвилини:секунди); КП = кидки; ГП = голів пропушено; СП = Середня кількість пропущених шайб; СПГ = Голи, пропущені в середньому за 60 хвилин; %ВК = відбитих кидків (у %); ША = шатаути

Джерело: IIHF.com [Архівовано 4 березня 2016 у Wayback Machine.]